# Dobra Sela
Dobra Sela (cyr. Добра Села) – wieś w Czarnogórze, w gminie Šavnik. W 2011 roku liczyła 76 mieszkańców.